# Josephine Hill
Josephine Hill (3 de outubro de 1899 - 17 de dezembro de 1989) foi uma atriz de cinema estadunidense da era do cinema mudo que atuou em 108 filmes entre 1917 e 1933.

## Biografia
Josephine Hill nasceu em 3 de outubro de 1899, em São Francisco, Califórnia, e começou sua carreira no legendário teatro de vaudeville de Gus Edwards. Seu primeiro filme foi o seriado em 15 capítulos Voice on the Wire, em 1917, pela Universal Pictures, ao lado de Ben F. Wilson e Neva Gerber. Em seguida fez vários curta-metragens pela Edgar Lewis Productions. Em 1920, atuou no filme Parlor, Bedroom and Bath, pela Metro Pictures Corporation. Atuou até 1933, quando fez seu último filme, o curta-metragem Pop's Pal.

## Vida pessoal e morte
Foi casada com Jack V. Brown (nascido em 1907 e falecido em 1993), em data indeterminada. Em 17 de setembro de 1920, casou com o ator de Westerns Jack Perrin, e ficou casada até 1937, quando obtiveram o divórcio. Tiveram uma filha, Patrícia.
Morreu aos 90 anos em 17 de dezembro de 1989, em Palm Springs, Califórnia, e foi sepultada no Desert Memorial Park em Cathedral City, Califórnia como Josephine Hill Brown.

## Filmografia parcial
- Voice on the Wire (1917)
- The Fighting Heart (1919)
- The Four-Bit Man (1919)
- The Jack of Hearts (1919)
- The Face in the Watch (1919)
- The Tell Tale Wire (1919)
- The Lone Hand (1919)
- The Double Hold-Up (1919)
- The Jay Bird (1920)
- West Is Best (1920)
- The Sheriff's Oath (1920)
- Parlor, Bedroom and Bath (1920)
- Night Life in Hollywood (1922)
- Josselyn's Wife (1926)
- Two-Gun of the Tumbleweed (1927)
- Heroes of the Wild (1927)
- The Sky Rider (1928)
- Silent Sentinel (1929)